# Йокмок (община)
Община Йокмок (на шведски: Jokkmokks kommun) е разположена в лен Норботен, северна Швеция с обща площ 19 477 km2 и население 5066 души (към 31 декември 2013). Административен център на община Йокмок е едноименния град Йокмок.